# Gyori
Győri Keksz Kft. (англ. Gyori Biscuits Ltd., укр. Дьйор) — угорська компанія з виробництва печива та кондитерських виробів, що належить групі Mondelez. У перші роки виробництво відбувалося в Дьйорі, було залучено 50 працівників. У найуспішніші роки в компанії працювало близько 1000 (пізніше навіть 2000) людей і виготовлялися 334 різні товари.

## Історія

Емблема фабрики Győri Keksz у Дьєрі

Попередник компанії був заснований в 1880 році на паровому млині Германа Баха в Дьєрсігеті і став першою бісквітною фабрикою в Угорщині. У 1900 році фабрику з виробництва печива, сухарів, вафель та пряників придбав Кестлін Лайос і перейменував її в Koestlin Lajos és Társai (англ. Koestlin Lajos and Partners). У Кестліна вже була фабрика з виробництва печива в Брегенці, Австрія, але конкуренція там була настільки жорсткою, що він переїхав до Угорщини та привіз усе своє обладнання для виробництва печива з собою в 6 вагонах. Він найняв 50 кондитерів і відновив роботу в новій країні впродовж року.
Компанія стала успішною, до початку Першої світової війни в ній працювало близько 1000 працівників. Оскільки почалися бої та потреби громадян Угорщини та армії швидко зростали, компанія виконувала зростаючу кількість замовлень – продукція фабрики Koestlin користувалася попитом по всій Австро-Угорській монархії, а фабрика в Дьйорі стала акрополем угорського виробництва печива.
Після Першої світової війни виробництво було скорочено через брак інгредієнтів, а кількість працівників скоротилася приблизно до 500 осіб. Щоб вирівняти ситуацію, у 1922 році фабрика почала випускати шоколад і карамель, а в 1925 році — цукерки. До 1926 року компанія експортувала продукцію в 14 країн, а в 1930-х роках у неї було 334 різні види продукції.
У 1931 році компанія була перетворена в акціонерне товариство з обмеженою відповідальністю, і, незважаючи на наслідки Великої депресії, вона зберегла різноманітність продукції. Однак під час німецької окупації її було оголошено фабрикою для військових потуг і відновлено виробництво лише печива, вафель і сухарів.
У 1945 році фабриці знову довелося страждати від нестачі грошей і інгредієнтів, тому виробництво було призупинено на 4 місяці, після чого мер міста Дьйор наказав фабриці задовольнити потреби суспільства. Виробничі приміщення навіть були передані в оренду коаліції Угорського комерційного банку Пешт і Leipziger Vilmos Szesz és Cukorgyár (укр. Лікеро-цукровий завод Вільмоша Лейпцигера). Хоча фабрика була націоналізована в 1947 році, у 1948 році тодішній міністр сільського господарства знову проголосив фабрику незалежною, а в 1950 році фабрика була реформована втретє як Győri Keksz és Ostyagyár Nemzeti Vállalat (укр. Національна компанія Дьйорської фабрики печива та вафель). У 1963 році статус фабрики знову змінився, оскільки всі 6 кондитерських фабрик країни були перетворені в єдине товариство, а саме Magyar Édesipari Vállalat (укр. Угорська кондитерська компанія).
У 1980-х роках фабрика була кілька разів модернізована, і після зміни режиму Győri Keksz és Ostyagyár (укр. Фабрика печива та вафель у Дьйорі) була приватизована британською компанією United Biscuits у 1991 році та зареєстрована під назвою Győri Keksz Ltd. З кінця 1990-х до початку нового століття набуло чинності декілька важливих змін: штаб-квартиру компанії було перенесено з Дьєра до Будаорша в 1997 році, французький Danone купив компанію у United Biscuits у 2000 році, а в 2007 році підрозділ Danone разом з Győri Keksz було куплено Kraft Foods. Штаб-квартира компанії зараз знаходиться в Секешфегерварі, але виробництво більше не відбувається в межах Угорщини. Бісквітну фабрику в Дьєрі хотіли закрити, але від цієї ідеї відмовилися через протести. Натомість виробництво було перенесено до Секешфегервара, залишивши у Дьйорі лише виробництво цукерок. Kraft Foods перенесла виробництво деяких продуктів до Словаччини та Польщі. З 2012 року, з перетворенням колишньої компанії, власником Győri Keksz стала Mondelez International.

### Завод з виробництва печива

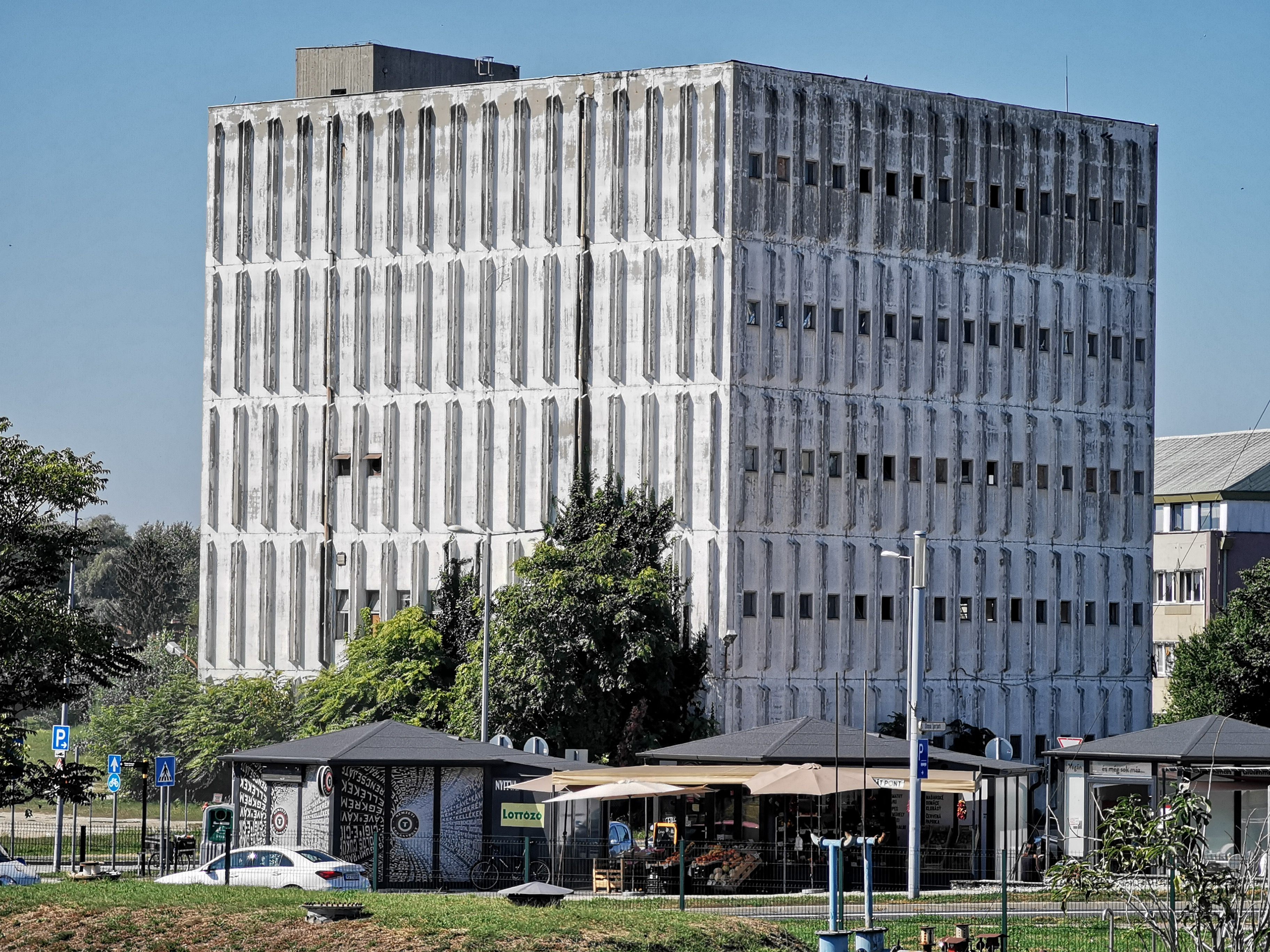
П'ятиповерхова будівля складу бісквітної фабрики в Дьєрі, побудована в 1976–1977 роках за проектом архітектора Округової ради Лайоша Бенчика у 2020 році до реновації

2 липня 1985 року було урочисто відкрито новий завод з виробництва печива Дьйорської бісквітної та вафельної фабрики, вартістю 456 мільйонів форинтів. Новий виробничий цех висотою від двох до чотирьох поверхів та загальною площею понад 8000 квадратних метрів, з'єднаний мостом з одним зі старих корпусів заводу. Державна будівельна компанія округу Дьйор поставила перший елемент цеху в лютому 1984 року, а в лютому 1985 року виробництво частково розпочалося на одній із виробничих ліній. Три лінії виробництва печива нового виробничого цеху були здатні виробляти 12300 тонн готової продукції на рік.

## Продукція
На самому початку історії фабрика (за часів Лайоша Кестліна) виготовляла печиво, сухарі, «cvibak» (сухарики для армії), вафлі та пряники. На додаток до цього, у 1912 році компанія купила ліцензію на Albert keksz (печиво Альберт – ймовірно, назване на честь чоловіка королеви Вікторії) у британської T&T Vicars Company. У 1922 році цей репертуар було розширено шоколадом, цукерками та цукерками у 1922 та 1925 роках відповідно. Крім цього, до 1926 року в пропозицію було включено желе. У 1963 році йшло виробництво шоколадних фігурок, цукерок, різдвяних цукерок (салонцукор), желе, жувальних гумок, дропів і сухарів було призупинено, але натомість фабрика отримала право від інших фабрик виробляти пряники, вафлі та бабапіскóта (різновид солодкого бісквіта). У 1968 році, після того, як фабрика була розширена ще одним підрозділом, було розпочато виробництво розпушувачів, ванільного цукру, заварного крему та ароматизаторів для чаю. У 1976 році завдяки ліцензійному контракту з Dr. Oetker постачання було знову розширено. Крім того, у 1980 році Győri Keksz отримав ліцензію Negro (вид цукерок, відомий як «сажотруси горла». Його оригінальний смак був анісово-ментоловим, але сьогодні він виробляється з різними смаками; наприклад, мед, евкаліпт і вишневий ментол.) Після створення спільного підприємства з компанією HAAS (Лінц, Австрія), фабрика (під назвою Hungarocandy Kft.) розпочала виробництво цукерок PEZ (різновид пресованих цукерок).

## Нотатки
1. ↑  Раніше gyorikeksz.hu.